# 第十四代德比伯爵愛德華·史密斯-斯坦利
爱德华·杰弗里·史密斯-斯坦利，第十四代德比伯爵，KG，PC（英語：Edward George Geoffrey Smith-Stanley, 14th Earl of Derby，1799年3月29日—1869年10月23日），英國政治家，三度擔任首相，是到2013年為止最常任的保守黨領袖。在父親繼承祖父爵位前，他稱為“愛德華·斯坦利”。在父親繼承祖父爵位後，德比稱為“斯坦利勳爵”。他的政治生涯非同尋常，是英國首相中，少數能三度拜相的人。 雖然他曾多次出任首相，但他執政的時間合起來只有3年零280日，因為他擔任首相的時間最長都不超過兩年。

## 早年
德比的父亲是爱德华·史密斯-斯坦利，第十三代德比伯爵（Edward Smith-Stanley, 13th Earl of Derby），母亲是卡罗林·玛格丽特·霍恩比（Charlotte Margaret Hornby），外祖父是杰弗里·霍恩比神父（Rev. Geoffrey Hornby）。他的家族历史悠久，非常富裕，拥有大片土地，主要住在兰开夏郡诺斯利堂（Knowsley Hall）。德比受教于伊顿公学与牛津大学基督堂学院。

## 下议院生涯
1820年，德比以辉格党人身份入选下议院。1831年，辉格党重新上台执政，首相格雷勋爵在次年任命他为爱尔兰布政司（Chief Secretary for Ireland）。同年10月，德比写了一封信给倫斯特公爵，建议爱尔兰建立国家教育制度。这封信今日仍有价值，是小学教育的重要法律依据。1833年他获得了升迁，出任更为重要的陆军及殖民地大臣。次年作为党内保守派的德比与其他阁员在爱尔兰教会改革的问题上产生了意见分歧，并因此辞职退出政府。
此后，他在党内组成了一个团体，叫Derby Dilly，试图在激进的辉格党与保守的托利党之间开辟一条中间路线。“Derby Dilly”这个词是爱尔兰民族主义者丹尼爾·歐康諾提出的。这个群体的成员，除了德比，还有与德比一同辞职的前第一海軍大臣詹姆斯·格拉汉姆爵士（Sir James Graham）、前掌璽大臣（Lord Privy Seal）戈德里奇子爵与前邮政总长（Postmaster General）里奇蒙公爵三人。四人拥有不同的政治背景：德比与格拉汉姆都是老辉格党人，而戈德里奇子爵则是前坎寧派成员，最后，里士满是极端保守的托利党人。这个群体的成员并未在1835年的皮尔政府中任职。
同年，托利党党魁罗伯特·皮尔爵士发表了塔姆沃思宣言（Tamworth Manifesto），奠定现代保守党的基石，同时“夺去”了Derby Dilly的独特性。几年后，Derby Billy的成员都加入了保守党。1841年，保守党再度执政，几名群体的成员在政府中担任了重要职务。
在加入保守党后的1841年，德比再度担任殖民地大臣。三年后，他被召入上议院，提前继承了父亲较为次要的爵位斯坦利男爵。1845年，德比与首相皮尔在谷物法的问题上产生意见分歧，大部分保守党成员（包括初入政坛的本杰明·迪斯雷利）都支持德比。从此，他成为党内保护主义阵型的领袖。1851年，他继承了父亲的伯爵爵位，是为德比伯爵。

## 上议院生涯
1852年2月，约翰·罗素勋爵政府倒台，德比随即组成弱势政府，上台执政。迪斯雷利获任为财政大臣。党内多数资深成员都追随皮尔，拒绝加入新政府，德比唯有任用资历较浅的成员，以至于在新政府中，只有三人担任过枢密院顾问官。垂暮的威灵顿公爵在聆听他人宣读官员名单时，不断地说：“谁？谁？”。这届政府因此而得名为“谁？谁？政府”。
学界有理论以为，这届政府的实际主导者是迪斯雷利。然而亦有观点认为，德比在政府里仍有一定影响力，特别是在外交部。他与两任外交大臣（首先是詹姆斯·哈里斯，第三代马姆斯伯里伯爵，后来是他的儿子斯坦利勋爵）的观点一致：通过国家的金融实力，实行一系列外交活动，建立势力，以一切代价避免战争，与其他列强合作，通过欧洲协调解决外交问题。这与迪斯雷利的外交政策形成了鲜明的对比，可以说是“光荣孤立”的前身，与19世纪末、20世纪30年代保守党的外交政策有相近之处。
1852年6月英国大选，保守党仅赢得了330席，占下议院席位总数的42.9%。辉格党的席位虽然更少，只有292席，但保守党党内有多个团体会在特定问题上投向辉格党。有38人是皮尔派，在1846年6月加入辉格党，企图废除谷物法；有113人是自由贸易者，希望废除一切关税；有63人是爱尔兰旅（Irish Brigade），目标是争取爱尔兰独立，保障爱尔兰农民权益。大选过后，上述团体都无意与辉格党一起组成政府。德比因此获邀组成弱势政府。迪斯雷利在新政府里担任财政大臣。
与其他弱势政府一样，德比管治英国举步维艰。他的首要任务是防止党内团体叛逃，避免反对党发起不信任动议。1852年9月14日，威灵顿公爵逝世，有人批评，政府在威灵顿公爵身后捞取的利益，比政府在他生前捞取的利益还要多。
虽然德比已经尽力阻止政府失去支持，但是，在1852年12月，迪斯雷利发表预算时，反对党还是发起了不信任动议。政府随之倒台，阿伯丁勋爵随即组成皮尔派-辉格党联合政府上台执政。
1858年，德比又一次组成弱势政府，接替巴麥尊勋爵，迪斯雷利亦再次担任财政大臣与下议院领袖。这届政府的最大成就是取消不列颠东印度公司，把印度纳入英国的直接统治下。这届政府的寿命不长，仅维持了一年就再次倒台。
1866年，第二次巴麥尊政府倒台后，德比最后一次上台执政。主导政府运作的还是迪斯雷利。这届政府的主要成就是通过了1867年改革法令，扩大了选民基础。1868年初，德比退出政坛，迪斯雷利接过首相一职。

## 影响
德比虽然是一个伟大的演讲家，但他常被人批评没有多少领导力。无论是在担任大臣时，还是在担任首相时，他都没有多大成就，被人评为现代保守党之父。德比担任保守党党魁达22年之久，时至今日，仍是最长任的保守党党魁。
福克兰群岛首府斯坦利即以他为名。不列颠哥伦比亚兰利堡在1858年更名德比堡。香港島南部赤柱的英文名稱也以他命名。

## 家庭

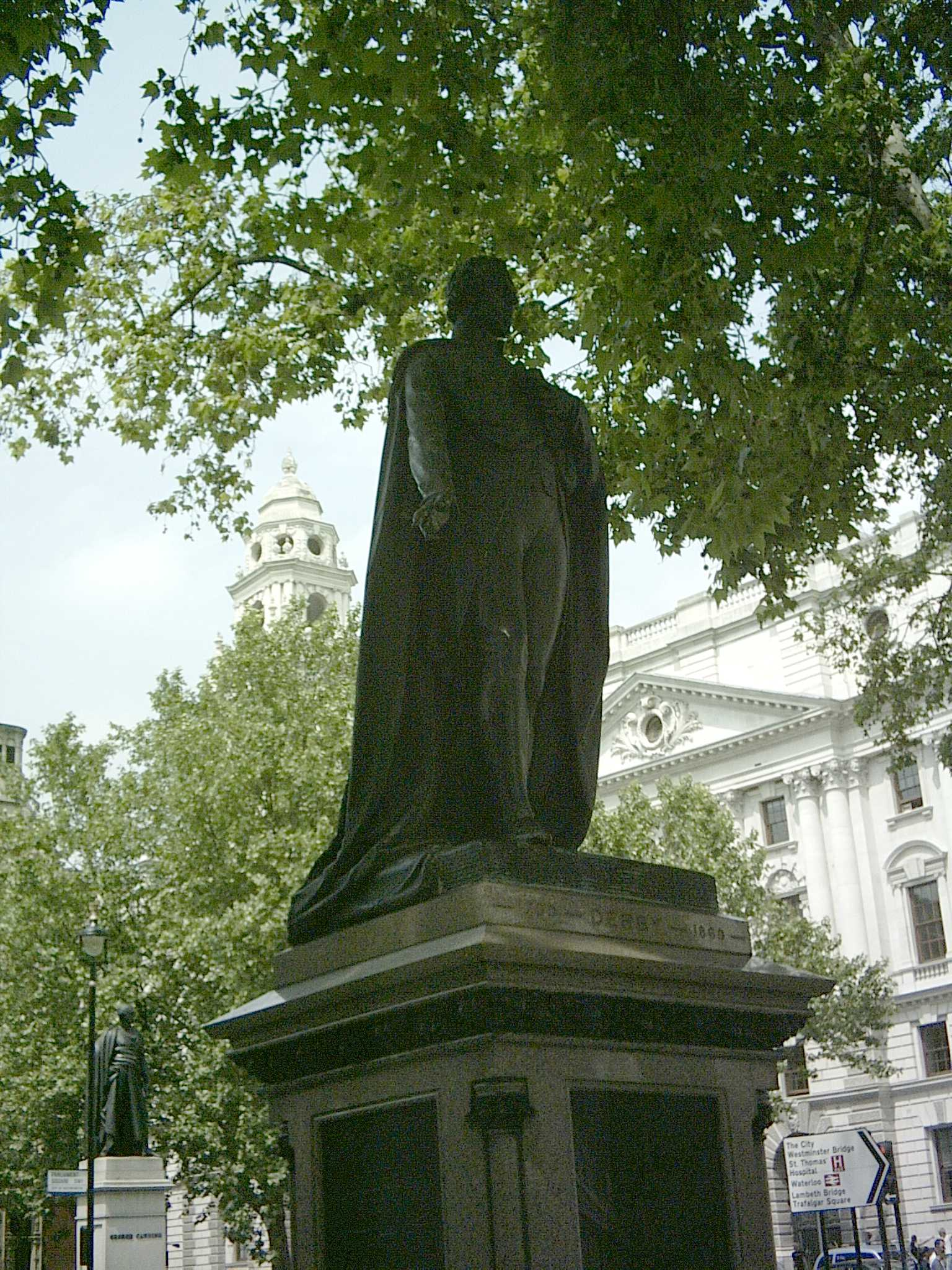
伦敦国会广场德比勋爵雕像。

德比的长子是爱德华·斯坦利，第十五代德比伯爵。他的次子是弗雷德里克·斯坦利，第十六代德比伯爵，曾担任加拿大总督。

## 紀念
- 福克蘭群島：
  - 首府史丹利港以他命名。
- 香港：
  - 赤柱的英文名稱Stanley指的就是他。
  - 士丹利街。

## 历届德比政府
- 第一次德比政府（1852年）
- 第二次德比政府（1858年-1859年）
- 第三次德比政府（1866年-1868年）

## 注脚
1. ↑  只有他、威廉·格萊斯頓、羅伯特·加斯科因-塞西爾，第三代索爾茲伯里侯爵與斯坦利·鮑德溫四人能做到這一點。
2. ↑  Hawkins Vol I p125–134
3. 1 2 3  Karl Marx, "Result of the Elections", Collected Works of Karl Marx and Frederick Engels: Volume 11, International Publisher: New York, 1979, p. 352.
4. ↑  "Political Consequences of the Commercial Excitement", Collected Works of Karl Marx and Frederick Engels: Volume 11, International Publisher: New York, 1979, p. 366.